# Доленє Лакниці
Доленє Лакниці (словен. Dolenje Laknice) — поселення в общині Мокроног-Требелно, регіон Південно-Східна Словенія, Словенія.